# Pommerit-le-Vicomte
Pommerit-le-Vicomte  é uma comuna francesa na região administrativa da Bretanha, no departamento de Côtes-d'Armor. Estende-se por uma área de 33,03 km². Em 2010 a comuna tinha 1 819 habitantes (densidade: 55,1 hab./km²).